# Tchami
Tchami, pseudonimo di Martin Joseph Léonard Bresso (Parigi, 12 maggio 1985), è un disc jockey e produttore discografico francese.

## Biografia
Il suo pseudonimo gli è stato dato quando si trovava in Africa. Ha ottenuto la fama internazionale dopo aver rilasciato il suo remix di Go Deep. Ha fatto un gran numero di tour di supporto con artisti come Skrillex, Diplo, DJ Snake e altri. Il suo genere musicale è spesso definito come Future House. Ha fatto remix e collaborato con Oliver$, AlunaGeorge, Kaleem Taylor, Janet Jackson, Mercer e altri ancora. La sua canzone Promesses ha raggiunto la settima posizione nelle classifiche del Regno Unito.
Il 5 dicembre 2013 ha rilasciato gratis il suo primo EP Promesses con l'etichetta Fool's Gold Records. Entrambe le tracce dell'EP furono poi ripubblicate come singoli, Shot Caller il 17 dicembre 2014 e Promesses il 4 gennaio 2015 tramite la Ministry of Sound, con l'aggiunta della voce di Kaleem Taylor. La canzone ha raggiunto la settima posizione nella Official Singles Chart. Il 18 aprile 2014 ha rilasciato il suo singolo di debutto, Untrue, tramite la Spinnin' Records.
Nel febbraio 2015, ha collaborato con il marchio di musica elettronica Electric Family per produrre un  braccialetto i cui proventi sono donati alla Miami Children's Health Foundation (MCFH Archiviato il 18 agosto 2015 in Internet Archive.). Il loro obiettivo è quello di garantire la salute e la felicità dei bambini ovunque e raccogliere fondi per il Miami Children's Hospital.
Il 12 marzo 2015 ha annunciato il debutto del suo secondo EP, After Life. Fanno parte dell'EP  il singolo After Life (in collaborazione con Stacy Barthe) insieme a Missing You, Superlativ e Alone.
Nell'ottobre del 2015 Tchami e il produttore DJ Snake sono stati vittima di un incidente stradale. Per questo motivo, entrambi gli artisti non hanno potuto esibirsi al Monster Mash Festival di Toronto.
Il suo remix di You Know You Like It di AlunaGeorge è stato usato come colonna sonora del film We Are Your Friends uscito nel 2015. 
Dopo una pausa di 8 mesi dall'uscita dell'EP After Life, il 18 agosto del 2016 rilascia SIAW con la sua etichetta Confession. La traccia è di genere Bass House sperimentale in cui è stata campionata KRS-One's Step Into A World (Rapture's Delight). Il 20 settembre del 2016 ha poi rilasciato il suo nuovo singolo Prophecy, una collaborazione con l'ancora sconosciuto producer parigino Malaa.
Il 3 febbraio del 2017 rilascia Adieu: la traccia, ancora una volta sperimentale, è più soft dei lavori precedenti. Ha anche rilasciato World To Me in collaborazione con il cantante londinese MNEK su Spotify. La traccia venne in seguito resa privata (anziché essere rimossa) per motivi sconosciuti. World To me è attesa come parte del secondo EP, insieme ad Adieu e la collaborazione con Taiki Nulight Fallin (nota anche come Godspell), che debuttò nel podcast settimanale Heldeep Radio di Oliver Heldens.
Durante il 2016 e i primi mesi del 2017, gira il mondo con il tour Pardon My French Tour (insieme a DJ Snake e Mercer) e poi con il suo tour The Prophecy Tour.
Nell'autunno del 2017 dà il via ad un nuovo tour assieme al dj Malaa nel Nord America, il No Redemption Tour. La traccia promo che riscuote un grande successo è The Sermon, co-prodotta appunto con Malaa. Il tour riscuote un grosso successo facendo sold out in diverse date e vedendo live sulla scena in b2b (back-to-back) due dei massimi esponenti della musica elettronica francese e in particolar modo della Bass House music.

### Classifica Top 100 DJ Mag
- 2015: #62
- 2016: #109[3]
- 2017: #95
- 2018: #82
- 2019: #120[4]
- 2020: #145[5]

### Classifica 1001Tracklist
- 2017: #35
- 2018: #75
- 2019: –
- 2020: #83

## Discografia

### Singoli
| Anno | Titolo                                | Posizione nelle classifiche | Posizione nelle classifiche | Posizione nelle classifiche | Album             |
| Anno | Titolo                                | UK                          | UK Dance                    | SCO                         | Album             |
| ---- | ------------------------------------- | --------------------------- | --------------------------- | --------------------------- | ----------------- |
| 2014 | Untrue                                | —                           | —                           | —                           | Non-album singles |
| 2014 | Shot Caller                           | —                           | —                           | —                           | Non-album singles |
| 2015 | Promesses (featuring Kaleem Taylor)   | 7                           | 2                           | 9                           | Non-album singles |
| 2015 | After Life (featuring Stacy Barthe)   | —                           | —                           | —                           | After Life EP     |
| 2016 | Freakin (featuring Dombresky)         | —                           | —                           | —                           | After Life EP     |
| 2016 | Missing You (featuring Kaleem Taylor) | —                           | —                           | —                           | After Life EP     |
| 2016 | Superlativ                            | —                           | —                           | —                           | After Life EP     |
| 2016 | Alone (featuring Chuck Ellis)         | —                           | —                           | —                           | After Life EP     |
| 2016 | SIAW                                  | —                           | —                           | —                           | Non-album singles |
| 2016 | Prophecy (featuring Malaa)            | —                           | —                           | —                           | Non-album singles |
| 2017 | Adieu                                 | —                           | —                           | —                           | Non-album singles |
| 2017 | World To Me (featuring MNEK)          | —                           | —                           | —                           | Non-album singles |
| 2017 | Godspell (featuring Taiki Nulight)    | —                           | —                           | —                           | Non-album singles |

- 2020: Born Again
- 2020: Buenos Aires
- 2020: All On Me (con Zhu)
- 2020: Monseigneur (con Tony Romera)
- 2021: Make Amends (con Curbi feat. Kyan Palmer)

### Remix
| Anno | Titolo               | Artista                     |
| ---- | -------------------- | --------------------------- |
| 2013 | MYB                  | Oliver$                     |
| 2013 | Go Deep              | Janet Jackson               |
| 2013 | Stressed Out         | A Tribe Called Quest        |
| 2014 | It Takes Two         | Rob Base and DJ E-Z Rock    |
| 2014 | Wizard               | Jay Hardway & Martin Garrix |
| 2014 | You Know You Like It | AlunaGeorge                 |
| 2014 | Not Coming Down      | Candyland & Zak Waters      |
| 2014 | Turn It Up           | Mercer                      |
| 2014 | Move Your Body       | Marshall Jefferson          |
| 2014 | Pushing On           | Oliver$ & Jimi Jules        |
| 2014 | Take Ü There         | Skrillex e Diplo            |
| 2015 | Timeless             | Caroline Koch               |
| 2017 | 17                   | MK                          |

- 2020: Justin Martin feat. Dalilah – Stay (Tchami Remix)